# Jean Bonvoisin
Pour les articles homonymes, voir Bonvoisin.
Jean Bonvoisin, né à Paris 17 avril 1752 et mort à Paris le 16 février 1837, est un peintre français.

## Biographie
Son père était marchand de tableaux et sa mère artiste. Élève de Callet puis de Gabriel-François Doyen, il obtient le second prix de Rome de peinture en 1774 derrière Jacques-Louis David. L'année suivante, il obtient le premier prix avec Aman confondue par Esther devant Assuérus, devant Jean-Baptiste Regnault. Sous la Révolution il est, avec Jean-Baptiste Wicar, administrateur du musée central des arts (futur musée du Louvre) et membre de la commission temporaire des arts. À la Restauration il devient professeur de l'école royale gratuite de dessin de Saint-Quentin. Il meurt à Paris en 1837.
En 1871, le peintre Constant Misbach offrit au musée du Louvre un portrait de Jean Bonvoisin d'un auteur non identifié.

## Œuvres
- Paris, École nationale supérieure des beaux-arts, Aman confondu par Esther.

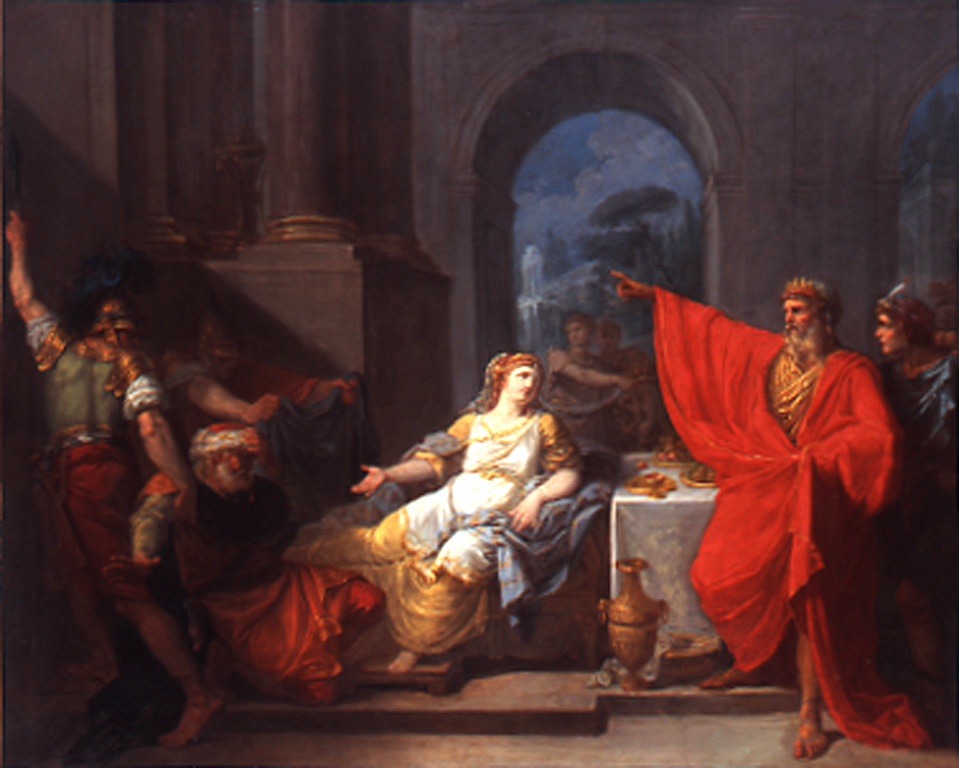
Aman confondu par Esther

## Sources
- Journal des artistes : Volume 1, 1838 Nécrologie p. 272 lire en ligne
- Bucely d'Estrée Notice sur Mr Bonvoisin Mémoires de la Société académique des sciences, arts, belles-lettres, agriculture et industrie de Saint-Quentin 1839 p. 245 lire en ligne